# Ranunculus dissectus
Ranunculus dissectus är en ranunkelväxtart. Ranunculus dissectus ingår i släktet ranunkler, och familjen ranunkelväxter.

## Underarter
Arten delas in i följande underarter:
- R. d. aragazii
- R. d. dissectus
- R. d. ermenekensis
- R. d. glabrescens
- R. d. huetii
- R. d. napellifolius
- R. d. rigidulus
- R. d. sibthorpii
- R. d. szowitsianus